# Tropidophorus hainanus
Tropidophorus hainanus — вид сцинкоподібних ящірок родини сцинкових (Scincidae). Мешкає в Китаї і В'єтнамі.

## Поширення і екологія
Tropidophorus hainanus мешкають в китайських провінціях Цзянсі, Гуансі, Гуандун, Гуйчжоу і Хайнань, а також у В'єтнамі. Вони живуть в тропічних і субтропічних вічнозелених широколистяних лісах, серед каміння на берегах струмків, трапляються в бамбукових лісах. Зустрічаються на висоті від 200 до 1550 м над рівнем моря.